# American Anthem
American Anthem es una película de drama estadounidense de 1986, dirigida por Albert Magnoli y protagonizada por Janet Jones y Mitch Gaylord.

## Argumento
Steve Tevere (Mitchell Gaylord) fue gimnasta olímpico antes que su padre le rompiera el brazo. Ahora, la única salida que le queda es convertirse en entrenador.
Pero la llegada de la gimnasta Julie Lloyd (Janet Jones) al gimnasio donde él entrena, le traerá la inspiración necesaria para volver a entrenar y entrar en el equipo nacional.

## Reparto
| Actor             | Personaje       | Notas                         |
| ----------------- | --------------- | ----------------------------- |
| Mitchell Gaylord  | Steve Tevere    | Acreditado como Mitch Gaylord |
| Tiny Wells        | Jake            |                               |
| Janet Jones       | Julie Lloyd     |                               |
| Michael Pataki    | Coach Soranhoff |                               |
| Patrice Donnelly  | Danielle        |                               |
| R.J. Williams     | Mikey Tevere    |                               |
| John Aprea        | Mr Tevere       |                               |
| Michelle Phillips | Linda Tevere    |                               |

## Lanzamiento en DVD
La película American Anthem fue lanzada el 2 de marzo de 2010, en DVD por Warner Bros..

## Banda sonora

### Lista de canciones
| Pista | Título               | Intérprete     | Duración |
| ----- | -------------------- | -------------- | -------- |
| 1     | Two Hearts           | John Parr      | 6:07     |
| 2     | Run to Her           | Mr. Mister     | 3:34     |
| 3     | Same Direction       | INXS           | 5:08     |
| 4     | Battle of the Dragon | Stevie Nicks   | 5:15     |
| 5     | Wings to Fly         | Graham Nash    | 4:00     |
| 6     | Take It Easy         | Andy Taylor    | 4:22     |
| 7     | Wings of Love        | Andy Taylor    | 5:03     |
| 8     | Love and Loneliness  | Chris Thompson | 5:03     |
| 9     | Angel Eyes           | Andy Taylor    | 3:26     |
| 10    | Arthur's Theme       | Alan Silvestri | 2:50     |
| 11    | Julie's Theme        | Alan Silvestri | 1:42     |

- Datos: Q3083599